# Pendlerkids
Pendlerkids è una serie televisiva danese, andata in onda fra il 2012 e il 2014. Ognuna delle tre stagioni è composta da 15 episodi. Le prime due stagioni, ad eccezione di due brevi scene iniziale e finale, ambientate rispettivamente nella stazione ferroviaria di Kolding e nella stazione di Copenaghen Centrale, si svolgono interamente sul Børnetoget, un treno fittizio con una carrozza riservata ai bambini, e pensato appositamente per i figli di genitori separati che hanno bisogno di spostarsi per raggiungere il papà o la mamma. La terza stagione si svolge in massima parte in un edificio delle ferrovie.
Gli episodi sono stati trasmessi con cadenza di uno ogni lunedì, martedì e giovedì, più relative repliche. La prima stagione è stata trasmessa dal canale Ramasjang della televisione danese DR dal 22 ottobre al 21 novembre 2012. La seconda stagione, i cui episodi sono stati girati a partire dall'aprile 2013, sono stati mandati in onda dal canale Ultra di DR a partire dal 20 ottobre (dopo una maratona televisiva dell'intera prima stagione) fino al 20 novembre 2013. La terza stagione è stata trasmessa da DR Ultra dal 19 ottobre al 18 novembre 2014.

## Trama
Su un vagone del Børnetoget, sotto la sorveglianza di Ole, un dipendente delle ferrovie particolarmente portato al rapporto con i minori, si incontrano Kasper, che ama il rap, Marie, di cui egli è innamorato, figlia di un impresario dello spettacolo, Tobias, capace di creare groove dal computer, e la sua sorella minore Rikke. Essi decidono di dare vita ad un gruppo musicale, i Pendlerkids (bambini pendolari), ma sono contrastati da Pil, una piccola intrigante, e da suo fratello maggiore Magnus, succube della sorellina, anch'essi presenti sul treno.
Dopo svariate vicissitudini, caratterizzate da reciproche ripicche e lotte più o meno aperte, i Pendlerkids, compresi Pil e Magnus, riescono a realizzare insieme un concerto.
In un piccolo edificio di servizio delle ferrovie, dove i Pendlerkids, che hanno firmato un contratto con DSB foriero di un piacevole futuro e forse della fama, dovrebbero preparare le loro canzoni, si verificano incomprensioni, piccoli drammi e gelosie. Le interazioni fra i ragazzi si svolgono in un'atmosfera cupa di tensione continua, dove rari, o assenti, sono i momenti distensivi. Sola a sfoderare un sorriso, ma più propriamente un ghigno, è Pil, mentre Ole incarna, come suo solito, il buonumore e l'equilibrio. Fra gli adulti nasce una relazione fra Jan, il padre di Kasper, e la madre di Maria, Trine. I giovani protagonisti ritrovano una certa unità solo alla fine, quando, con una dimostrazione davanti al palazzo del Folketing riescono a scongiurare la paventata soppressione del Børnetog.

## Lista degli episodi

### Prima stagione
- 1: Ny dreng i toget (Un nuovo ragazzo sul treno)
- 2: Kaspers CD (Il CD di Kasper)
- 3: Mere mainstream (Mero mainstream)
- 4: Mobning (Mobbing))
- 5: Gangstere og bitches (Bulli e stronze)
- 6: Kærester eller ej (Fidanzati o no)
- 7: Rikkes blockfløjte (Il flautino di Rikke)
- 8: Youtube-stjernene (Stelle di YouTube)
- 9:  Et godt råd (Un buon consiglio)
- 10: Ud af toget (Fuori dal treno)
- 11: Af fyre den totalt af
- 12: Kontrakten (Il contratto)
- 13: VIP på første klasse (VIP in prima classe)
- 14: Pendler-T-shirts (Le T-shirt dei Pendler)
- 15: Aftenshowet (Aftenshowet)

### Seconda stagione
- 1: En stor nyhed (Una grossa novità)
- 2: Den sidste koncert (L'ultimo concerto)
- 3: Pest i Odense (Difficoltà a Odense)
- 4: Av min fod (Ahi, il mio piede)
- 5: Del og hersk (Divide et impera)
- 6: Han fra Nephew (Quello dei Nephew)
- 7: Et ubehageligt tilbud (Una spiacevole proposta)
- 8: Afsløret (Smascherato)
- 9: Journalist i toget (Giornalista sul treno)
- 10: Vi to hører sammen (Noi due siamo assieme)
- 11: Dårlig timing (Cattivo tempismo)
- 12: Alt for voldsomt (Troppo violento)
- 13: Udstødt (Cacciato via)
- 14: Grønt lys (Luce verde)
- 15: Vilde vulkaner (Vilde Vulkaner)

### Terza stagione
- 1: Et stort tilbud (Una grande offerta)
- 2: Pumpestationen (Stazione di servizio)
- 3: Kysset (Il bacio)
- 4: Fe magiske fem (I magici cinque)
- 5: Viral basker (Basco virale)
- 6: Terapigruppen (Il gruppo di terapia)
- 7: Lucas & Marie?! (Lucas & Marie?!)
- 8: En sang til radioen (Una canzone alla radio)
- 9: I radioen (Alla radio)
- 10: Børnevognen skrottes (Il Børnetog è soppresso)
- 11: Det nye DSB (Le nuove DSB)
- 12: Gamle Ole (Il vecchio Ole)
- 13: Solo-jobbet (Carriera solista)
- 14: TV-Avisen (Telegiornale)
- 15: Koncert ved Christiansborg (Concerto a Christiansborg)

## Personaggi

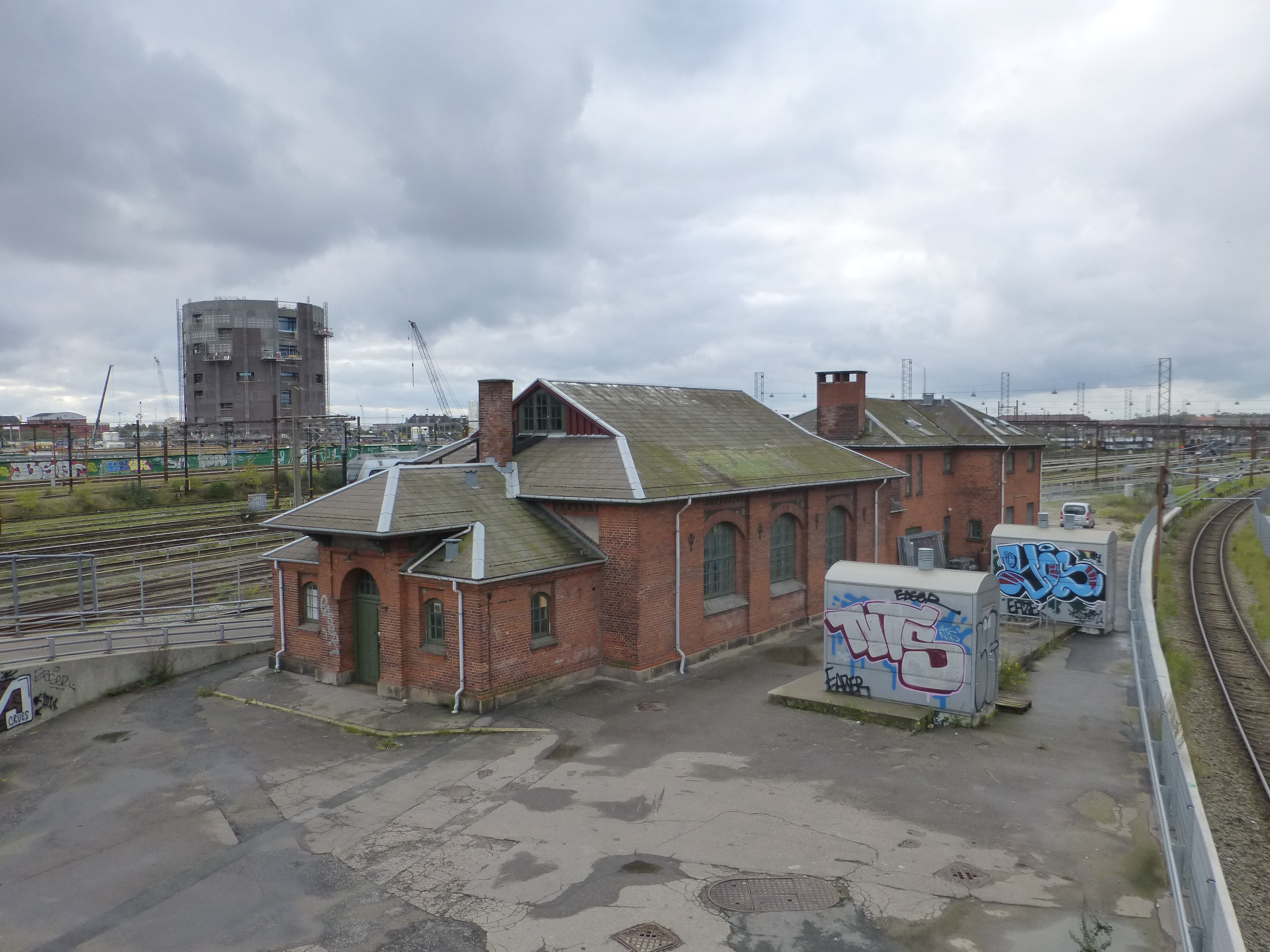
L'edificio della ferrovia dove si svolge la terza stagione

- Kasper è amante della musica e soprattutto del rap. Abita col padre a Kolding, da dove prende il treno per la capitale danese. È un ragazzo dotato di raziocinio, ma viene solitamente frainteso dagli amici quando si esprime, a meno che invece di parlare rappi… Senza tanti amici prima dell'avventura del treno, è innamorato di Marie, anche se spesso commette qualche sciocchezza nei suoi confronti
- Marie, amante della musica, è figlia di Steve, giudice nel programma di giovani talenti Stjernejagt e sedicente manager dei Pendlerkids. Sale sul treno a Kolding, con Kasper; è una ragazza molto determinata, ostinata, e in sostanza costantemente adombrata.
- Tobias, che prende il treno a Fredericia, stringe subito amicizia con Kasper, al quale fornisce la musica sulla quale l'amico "rappa". È inoltre prodigo di consigli su come ci si deve comportare con le ragazze. Ha una diatriba con Lucas, su chi produca la musica migliore.
- Rikke è la sorella minore di Tobias. Molto matura per la sua età, ama prendere in giro Ole, l'adulto responsabile del vagone per bambini. Nella terza stagione, cresciuta, appare molto cambiata, fino ad assumere un ruolo centrale negli avvenimenti. Suona il flauto dolce ed il basso.
- Pil, che presumibilmente prende il treno prima di Kolding, poiché appare sempre essere già presente in esso, è una intrigante piccola primadonna, che vuole sempre decidere tutto per tutti. Ama danzare. Quando i Pendlerkids si formano senza di lei, Pil dà vita, col fratello maggiore, ai "Pendler-kids" (ovvero: "Pendlerkids col trattino"), e cerca di sottrarre la scena agli altri.
- Magnus è il fratello "scemo" di Pil: non ha mai una battuta che non sia insensata, quando non si limita a ripetere l'ultima parola detta dalla sorellina. Tipo muscoloso, canta, quando i Pendlerkids si uniscono, ma anche danza insieme alla sorella.
- Lucas, che fa la sua comparsa nella seconda stagione, trae musiche ispirate dalla sua tastiera. È spesso in contrasto con Kasper, col quale rivaleggia per le attenzioni di Marie. Nella terza stagione si innamora di Rikke.

Ad alcuni episodi della serie prendono parte diversi personaggi famosi, nel ruolo di sé stessi. Nella prima stagione appaiono Jokeren (episodio 5), Sys Bjerre (ep. 9) e il musicista e produttore musicale Thomas Blachman (ep. 13); nell'episodio 15, viceversa, i protagonisti della serie prendono parte al noto programma televisivo danese d'attualità Aftenshowet. Alla seconda stagione partecipano il cantante dei Nephews Simon Kvamm (ep. 6), il comico Simon Talbot (ep. 8), ed il personaggio televisivo Sofie Østergaard (ep. 9). Alla terza stagione prendono parte Barbara Moleko (ep. 9), lo stilista Dennis Knudsen (ep. 10), Lina Rafn (ep. 12) e la politica Margrethe Vestager (ep. 15).

## Curiosità

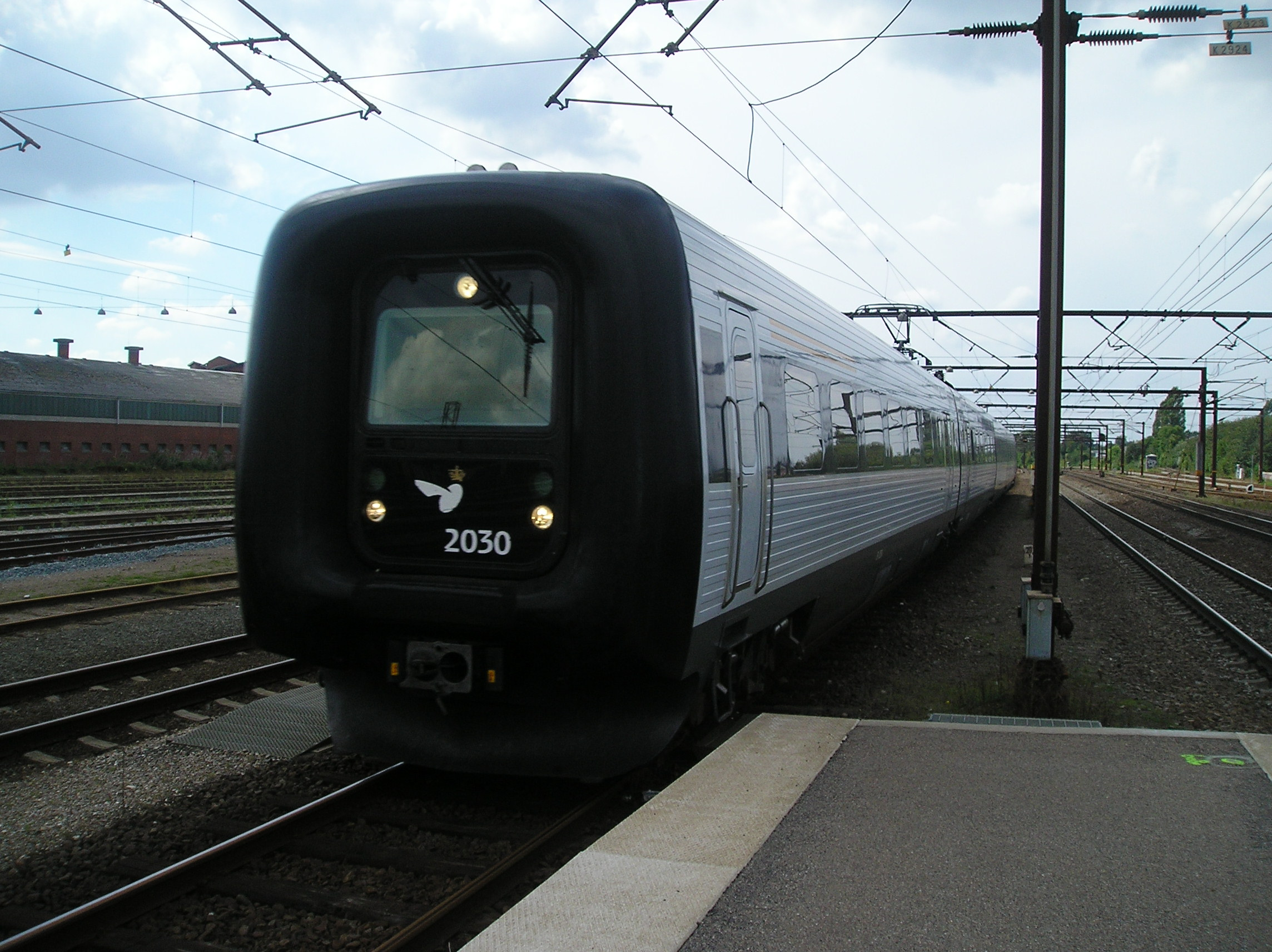
Il treno IR4 sul quale è girata la serie

Nella realtà non esiste il Børnetoget ("treno per bambini"). C'è tuttavia una sezione di treno per viaggiatori dai 4 ai 15 anni, con a bordo un sorvegliante per bambini, che effettua corse i venerdì e le domeniche pomeriggio sugli InterCity da Copenaghen a Aalborg oppure Esbjerg, e sugli InterCityLyn da Copenaghen a Frederikshavn. I bambini che, come nella serie televisiva, salgono alla stazione di Kolding utilizzano quindi la linea di Esbjerg. Altri personaggi, nella serie, prendono il treno a Fredericia, dove peraltro in realtà nessuna delle linee citate fa scalo.
Le riprese sono state effettuate su un treno del tipo IR4 che fa servizio da e per Sønderborg, senza tuttavia nella realtà la presenza dell'accompagnatore per bambini come nella linea da Esbjerg, che d'altra parte utilizza un IC3. Le due tipologie di treni possono facilmente, ad uno sguardo superficiale, venire confuse, e nelle riprese in effetti sono presenti entrambi i treni, inquadrati di sfuggita. Per il resto, le differenze fra i due tipi sono il fatto che l'IC3 è composto di tre vagoni ed ha un'alimentazione diesel, mentre l'IR4 ha quattro vagoni ed è elettrico; inoltre le spie luminose di prenotazione posti si trovano nell'un tipo nelle cappelliere per i bagagli, nell'altro su un listello sopra i finestrini. L'IC3 e l'IR4 peraltro spesso si accoppiano, come accade quando a Kolding le vetture da Sønderborg e quelle da Esbjerg si uniscono per proseguire insieme verso Copenaghen.
Fra gli altri treni si vedono in primo luogo, nelle riprese aeree a Kolding, la locomotiva da manovra gialla Litra MK; mentre nelle riprese di Copenaghen si nota il treno a trazione autonoma X2, utilizzato sulla linea svedese ad alta velocità SJ 2000. Nella seconda stagione, molte riprese di Kolding mostrano un treno merci in transito trainato da una locomotiva elettrica che può essere la danese litra EG o la tedesca Baureihe 185. A Copenaghen si vedono tra gli altri il treno dell'Øresund e un regionale a due piani.